# Девриндт, Йохан
Йоханнес Девриндт (нем. Johannes Devrindt; род. 14 апреля 1945, Ломмел, Бельгия) — бельгийский футболист, нападающий.

## Клубная карьера
Девриндт играл за «Андерлехт», «ПСВ», «Брюгге», «Локерен» и «Ла-Лувьер», прежде чем завершить свою карьеру из-за вылета из второго дивизиона с «Тьененом».

## Карьера в сборной
Девриндт дебютировал за Бельгию в сентябре 1964 года в товарищеском матче против Голландии с 10 товарищами из «Андерлехта» после замены вратаря Делассе на Жан-Мари Траппенирса и провел в общей сложности 23 матча, забив 15 голов. Он представлял свою страну в 5 матчах квалификации чемпионата мира по футболу и на чемпионате мира по футболу 1970 года.
Его последним международным матчем стал отборочный матч к Евро-1976 против Восточной Германии в сентябре 1975 года.